# Ć
Ć (onderkast: ć) (c met accent aigu) is de vijfde letter van het alfabet van een aantal slavische talen: Bosnisch, Kroatisch en Pools Als ook van de West-Germaanse taal Wymysoojs. Het teken wordt ook gebruikt in andere alfabetten, zoals in alfabetten gebaseerd op het Poolse, waaronder het Wit-Russische Łacinka.
In het cyrillisch schrift wordt het geschreven met de tekens Ћ (Servische alfabet), Ќ (Macedonische alfabet) of een combinatie van letters met een zacht teken (bv. Ть of Кь in het Russisch).
De fonetische waarde van het teken is [ʨ], de stemloze alveolo-palatale affricaat consonant.